# كريس واتسون (لاعب كرة سلة)
كريس واتسون (بالإنجليزية: Chris Watson)‏ (و. 1975  م) هو لاعب كرة السلة، من الولايات المتحدة، ولد في وايت بلينس، نيويورك، يلعب كلاعب هجوم صغير الجسم.

## روابط خارجية
- كريس واتسون على موقع كرة السلة الأوروبية.كوم (الإنجليزية)
- كريس واتسون على موقع كلية كرة السلة في سبورتس رفرنس.كوم (الإنجليزية)
- كريس واتسون على موقع ريلجم (الإنجليزية)
- كريس واتسون على موقع بروبوليرز (الإنجليزية)